# Lazebnický most (Český Krumlov)
Lazebnický most je stavební dílo překračující řeku Vltavu v jihočeském Krumlově. Lazebnický most spojuje Latrán se Starým Městem, konkrétně ulice Latrán a Radniční. Současná podoba mostu pochází asi ze 30. let 19. století. Most stojí na dvou kamenných opěrách a jednom středovém pilíři, který tvoří počátek ostrova. Na těchto podpěrách jsou umístěny ocelové traverzy na kluzných ložiscích, které jsou pokryty dřevěným krytem. Uprostřed mostu se nachází socha svatého Jana Nepomuckého a Ukřižování. Je zapsán na seznam kulturních památek. V roce 1830 byla lávka, která spojovala obě města vážně poškozena kramy. Proto došlo k výstavbě mostu, při kterém však byla stržena i Latránská brána u Lazebnického mostu. Na straně Starého Města pak stály za sebou hned brány dvě. První Mostecká, byla stržena v roce 1860, druhá za ní nazývaná Vnitřní byla zbourána již v roce 1942. Původní podoba přemostění, pak tvořila prostá dřevěná lávka. Na straně Starého Města na severní straně stál sloup s výklenkem a sochou svatého Jana. Uprostřed byl umístěn kříž s Ukřižováním. Název Lazebnický most nese po nedaleké Lazebně v domě Latrán čp. 1.

## Galerie

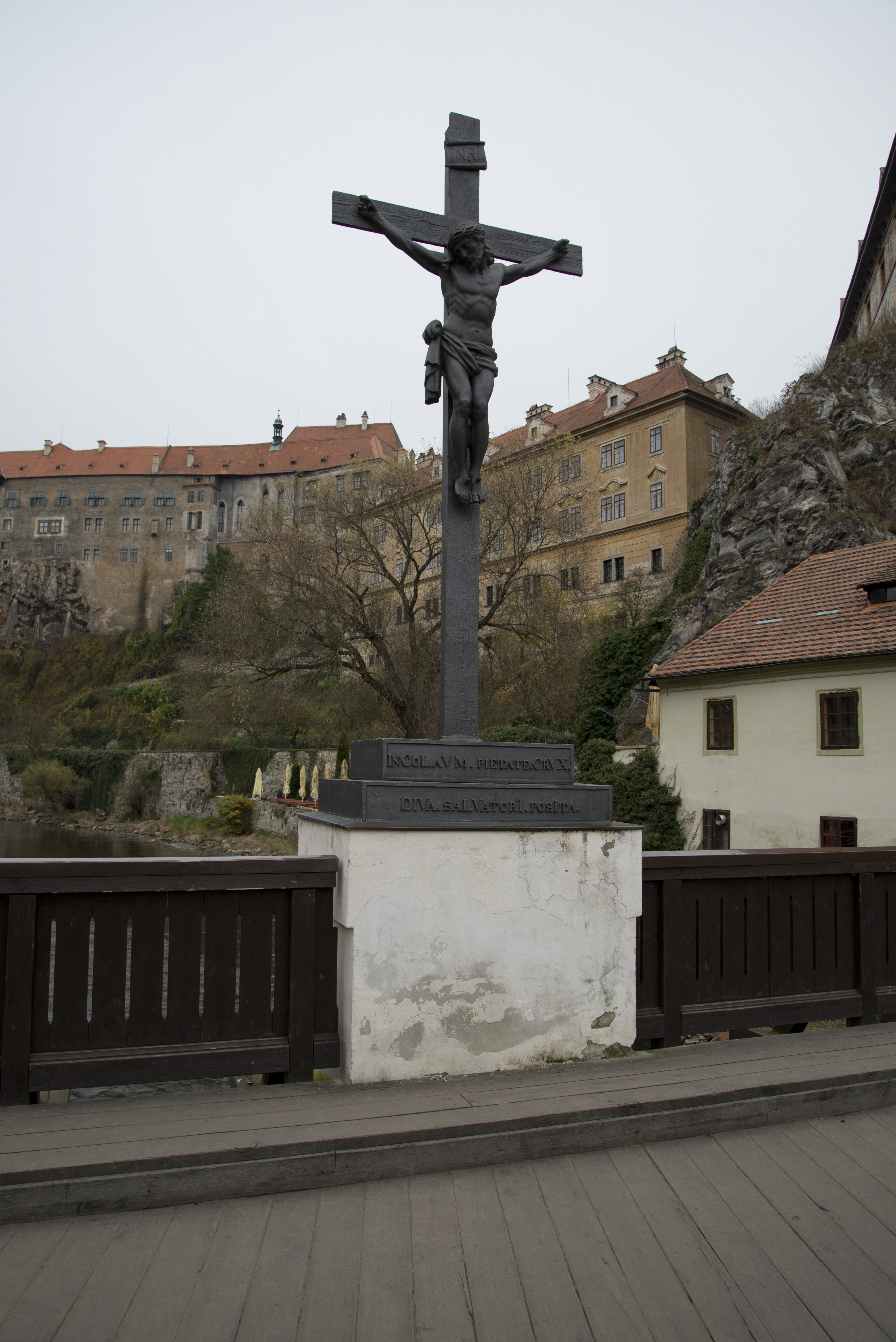
Krucifix
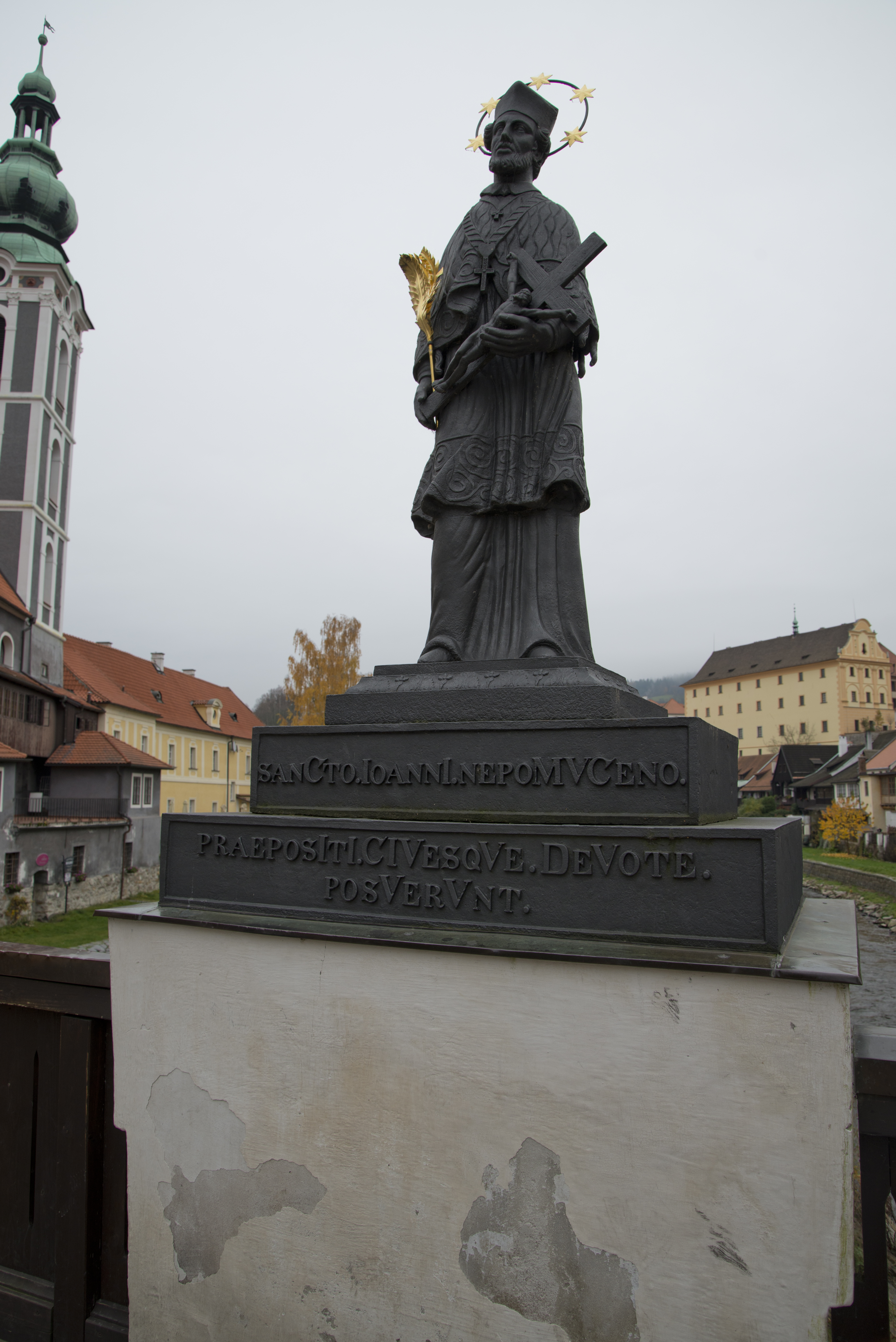
Svatý Jan Nepomucký
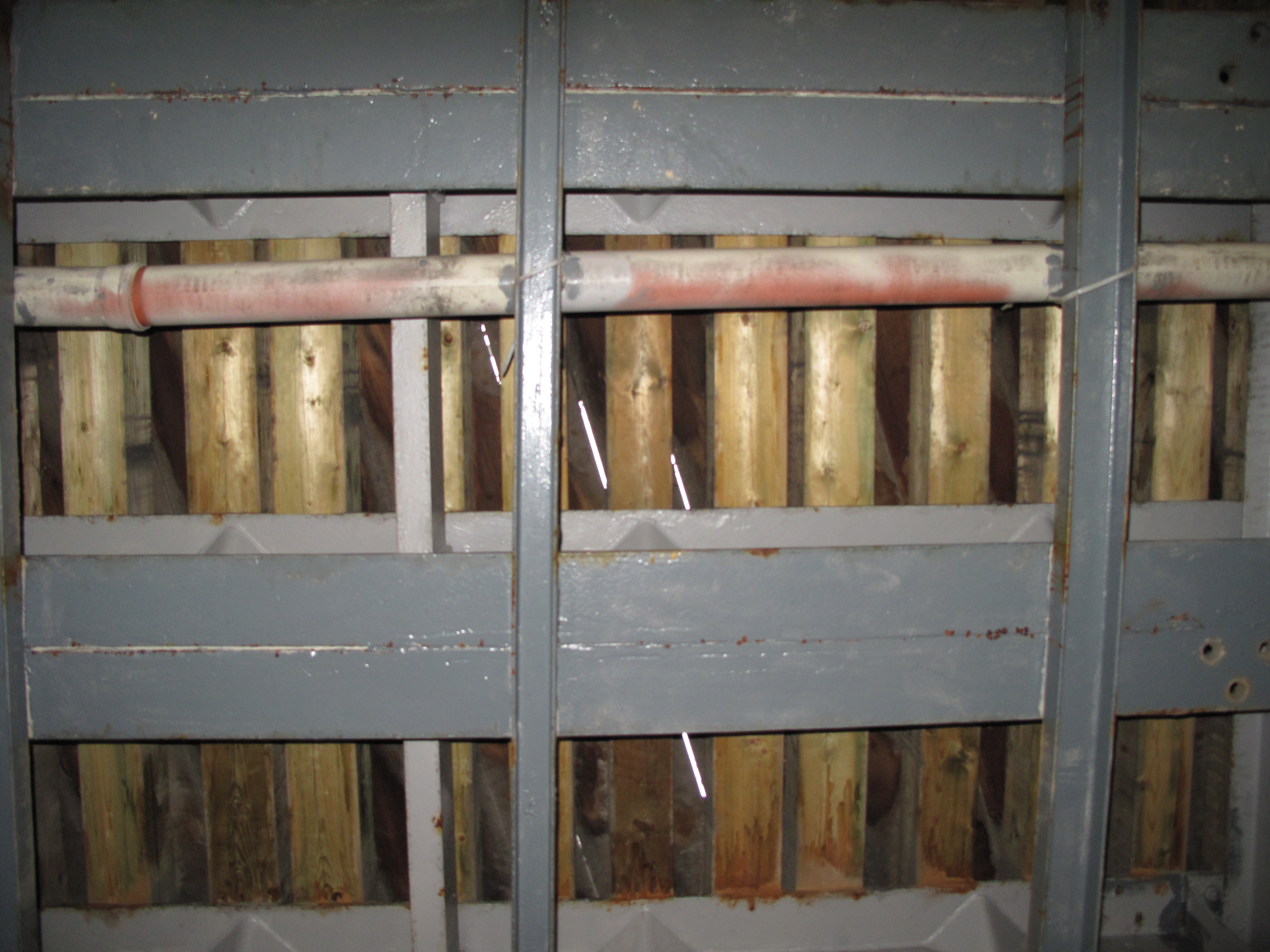
Konstrukce od spodu (2011)
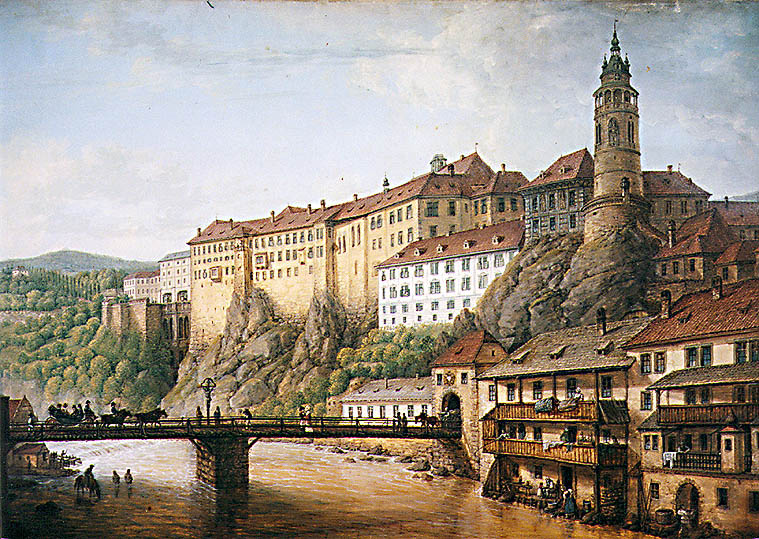
Původní podoba mostu (1824)